# Tomás Giovanetti
Tomás Giovanetti Alejandro (San Isidro, 12 de noviembre de 1998) es un empresario argentino, reconocido por fundar la compañía de corporate gaming TGA Entertainment. En diciembre de 2020 fue incluido en la lista de los «35 Latinoamericanos más innovadores» publicada por el Instituto Tecnológico de Massachusetts. Asimismo, ha sido nominado por el Junior Chamber International JCI de Buenos Aires como un Young Outstanding Personality del 2021 y considerado como uno de los próximos 1000 semifinalistas por Forbes USA 2021. Últimamente ha sido nominado para el One Young World Tokyo 2022 y destacado por la red LinkedIn como Top Voices Next Gen 2022.

## Biografía

### Primeros años
Giovanetti nació en San Isidro, Provincia de Buenos Aires, en 1998. En sus primeros años de adolescencia empezó a jugar tenis a nivel semiprofesional, llegando a ubicarse en la trigésima posición del ranking junior de la Argentina y realizando giras internacionales. Tras pasar algunos meses en el exterior, Giovanetti decidió abandonar la práctica deportiva y enfocarse en el desarrollo de videojuegos.

### Carrera
Acto seguido creó You Deserve, un videojuego de concientización sobre el acoso escolar que vendió en las primeras horas de su lanzamiento cerca de 20 mil copias en la plataforma de distribución Steam, con un presupuesto de alrededor de 180 euros y con la colaboración del influenciador español Jordi Sanchis. Ante el auge generado con You Deserve, Giovanetti fundó en el año 2016 la compañía de corporate gaming TGA, incorporando a empresas como Nestlé, Telefónica, Helm, Bayer y Novartis entre sus clientes.
La compañía se encarga de desarrollar juegos enfocados en el branding de marca y para entrenamiento de personal, rama en la que empezó a centrarse desde el año 2020 debido a la pandemia ocasionada por el COVID-19 y la necesidad de las empresas de realizar capacitación remota. También en 2020, la empresa desarrolló un videojuego community games, cuyo objetivo es el desarrollo de juegos para promocionar a un artista o una entidad y crear un puente con su audiencia.
En diciembre de 2020, Giovanetti fue incluido en la lista de los «35 Latinoamericanos más innovadores» publicada por el Instituto Tecnológico de Massachusetts. Durante el 2021, Tomas Giovanetti ha participado del evento organizado por La Nación llamado Management 2030, y es parte del jurado en el concurso de Samsung Solve for Tomorrow Latinoamérica.
A lo largo de 2021 y 2022, gracias al alto desempeño de TGA durante y luego de la pandemia, Tomás ha participado de varias entrevistas de medios digitales como Entrepreneur, Forbes, CNN, La Nación y Bloomberg Línea, además de haber sido invitado especial como orador de distintos eventos e instituciones como Software Application Forum 2022, EADA Business School Barcelona y Data Talent Fest 2021, entre otros.
En mayo de 2022 LinkedIn Noticias América Latina publica la "LinkedIn Top Voices Next Gen", un listado de 10 personas que producen contenido relevante y fresco para entender la mirada que las nuevas generaciones tienen sobre el mundo laboral en Latinoamérica.

## Reconocimientos
- Ganador del MIT U35 Contest del Massachusetts Institute of Technology en 2020 para Latinoamérica.
- Nominado por el Junior Chamber International JCI de Buenos Aires como un Young Outstanding Personality del 2021.
- Considerado como semifinalista por la revista Forbes USA 2021.
- Nominado a los One Young World Tokyo 2022.
- Reconocido como uno de los diez LinkedIn Top Voices Next Gen 2022 en Latinoamérica.